# Loki (Marvel Cinematic Universe)
Loki Laufeyson (také Loki Odinson) je fiktivní postava ze série Marvel Cinematic Universe, vycházející ze stejnojmenné postavy vydavatelství Marvel Comics. Ve filmech je Loki známý jako "Bůh lsti a falše" a je jedním z nejmocnějších Asgarďanů. Hraje ho Tom Hiddleston.
Od roku 2012 je důležitou postavou v rámci Marvel Cinematic Universe. Lokiho postava si vypůjčila řadu charakteristik a dějů z více než padesátileté historie postavy v komiksech. Stejně jako v komiksu, byl Loki na zlé straně. Pokoušel se různě dobýt Asgard nebo Zemi a spojil se s silnějšími, aby dosáhl svých cílů. Má zvláštní nepřátelství vůči svému adoptivnímu bratrovi Thorovi a je známo, že se různě spojil s Thorem a ostatními a poté je opět zradil. Později se ve svém vývoji ve filmech stal méně protivníkem a více antihrdinou.

## Fiktivní biografie

### Původ a první zrada Asgardu
Loki se narodil jako Mrazivý Obr na planetě Jotunnheim. Jeho otec Laufey ho opustil jako batole, později ho však našel Odin během invaze v Jotunheimu. Odin použil kouzlo, aby Loki vypadal jako Asgarďan a vezme si ho sebou. Vychovává ho jako druhého syna po boku Thora. Během jeho výchovy Odinova žena Frigga učí Lokiho používat magii a iluzi.
O stovky let později Loki sleduje, jak se Thor připravuje na nástup na Asgardský trůn. To je však přerušeno pokusem Mrazivých Obrů získat artefakt, který ztratili ve válce před staletími. Loki začne manipulovat Thora, aby se vydal do Jotunheimu a proti Odinovu rozkazu zaútočil na Laufeye. Následuje dlouhá bitva, ale Odin zasáhne, aby zachránil Asgarďany, čímž zničí křehké příměří mezi těmito dvěma rasami. Loki zjistí, že Laufey je jeho biologický otec.
Poté, co Odin vyhnal Thora na Zemi, Loki konfrontuje Odina s jeho původem, ale unavený Odin upadne do hlubokého spánku, aby získal zpět svou sílu. Loki proto usedne na trůn místo Odina a nabízí Laufeyovi šanci zabít ho. Sif a Tři Válečníci, nešťastní z Lokiho, se pokusí vrátit Thora zpět a přesvědčili Heimdalla, vrátného Bifröstu, aby jim umožnili průchod na Zemi. Vědom jejich plánu, Loki pošle Ničitele, aby je pronásledoval a zabil Thora. Thor ale znovu získá svoji sílu a porazí Ničitele. Poté Thor odejde se svými asgardskými kolegy zpět na Asgard, kde se postaví Lokimu. Zde Thor zjistí, že ho Loki zradil, následně zabije Laufeye a odhalí Lokiho skutečný plán. Thor bojuje s Lokim a aby Loki neutekl zničí Bifröst, čímž zmaří Lokiho plán. Odin se probouzí a brání bratrům v pádu do propasti vytvořené po zničení mostu, Loki tam však úmyslně spade.
Ve vesmíru se Loki setká s Other, vůdcem mimozemské rasy známé jako Chitauri. Výměnou za získání Teseraktu, silného zdroje energie neznámého původu, slibuje Lokimu armádu, s níž si může podrobit Zemi.

### Útok na Zemi
V roce 2012 Loki zaútočí na výzkumné zařízení S.H.I.E.L.D.u pomocí svého žezla, kde zároveň zotročí mysl Clinta Bartona, Dr. Erika Selviga a ukradne Teserakt. Ve Stuttgartu Barton ukradne iridium potřebné ke stabilizaci síly Teseraktu, zatímco Loki způsobil rozrušení, což vedlo ke krátké konfrontaci se Stevem Rogersem, Tonym Starkem a Natašou Romanovovou, která končí Lokiho vzdáním se. Zatímco je Loki doprovázen na Quinjet dorazí Thor a vezme ho pryč v naději, že ho přesvědčí, aby přerušil svůj plán. Thor však nakonec vezme Lokiho na Helikariér. Po příjezdu je Loki uvězněn, zatímco Banner a Stark se pokoušejí najít Teserakt. Agenti posedlí Lokim zaútočí na Helikariér, deaktivují jeden z motorů za letu a způsobí, že se Banner transformuje na Hulka. Thor se pokusí zastavit řádícího Hulka a mezitím Loki zabije agenta Phila Coulsona. Při útěku vyhodí Loki Thora z Helikariéru. Loki použije Teserakt ve spojení se zařízením, které postavil Selvig, aby mohl otevřít červí díru pro flotilu Chitauri ve vesmíru a tak zahájil svou invazi. Avengers dorazí a shromáždí se, aby mohli bránit město. Po výhře Avengers si bere Thor Lokiho spolu s Teseraktem zpátky na Asgard.

### Bitva s Temnými elfy
V roce 2013 zaútočili Temní elfové pod vedením Malekitha na Asgard, kde hledali Jane Fosterovou, jejíž tělo bylo napadeno mimozemskou látkou zvanou Aether. Malekith a jeho poručík Kurse zabijí Lokiho adoptivní matku Friggu, která učila Lokiho magii. Thor neochotně osvobodí Lokiho, který souhlasí s tím, že odvede Thora k tajnému portálu do Svartalfheimu, domova Temných elfů, výměnou za Thorův slib pomstít se jejich matce. Ve Svartalfheimu se zdá, že Loki opět zradil Thora, ale ve skutečnosti podváděl Malekitha, aby vytáhl Aether z Jane. Thorův pokus zničit tuto neznámou mimozemskou látku však selže. Malekith splyne s Aetherem a odchází ve své lodi, protože Loki se zdá být smrtelně zraněn. Thor nakonec porazí Malekitha v bitvě v Greenwich a následně se vrací do Asgardu, aby odmítl Odinovu nabídku na trůn. Poté, co Thor odejde, je prokázáno, že Loki skutečně přežil a zaujal Odinovo místo na trůnu v přestrojení za Odina.

### Zničení Asgardu a Infinity War
Od roku 2013 do roku 2017 vládne Loki Asgardu v přestrojení za Odina, kterého držel pod kouzlem na Zemi. Během této doby přestrojený Loki vysílá Sif na Zem.
V roce 2017 se Thor vrací do Asgardu, kde objeví Lokiho lest, díky čemuž se Loki zjeví šokovaným Asgarďanům že není Odin. Poté, co Loki řekne Thorovi, kde je Odin, rozhodne se Thor spolu s Lokim, že se vydají zpět na Zemi do New Yorku. Loki je poté uvězněn v portálu Dr. Strangem a následně propuštěn, jen aby byl poslán jiným portálem do Norska, kde spolu s Thorem najdou umírajícího Odina, který vysvětluje, že jeho smrt umožní jeho prvorozenému dítěti Hele uniknout z vězení kde byla uzavřena. Když Odin zemře objeví se Hela, která poté zničí Thorův Mjölnir. Vyděšený Thor s Lokim uprchnou pomocí Bifröstu. Loki přistane na planetě Sakaar a rychle se poděkuje vládci tohoto světa, Velmistrovi. Thor později nouzově přistane také na Sakaaru, ale je zajat obchodníkem s otroky, Valkýrou, bývalým členem starověkého řádu Valkýr v Asgardu. Poté, co Thor přesvědčili Valkýru a Lokiho, aby mu pomohli, ukradnou loď, s níž uniknou červí dírou do Asgardu - ale ne dříve, než se Loki znovu pokusí zradit Thora, což způsobí, že Thor opustí Lokiho na Sakaaru. K Lokimu se však připojí Korg, Miek a další, kteří se s ním nalodili na palubu velké lodi ukradené Velmistrovi. Dorazí do Asgardu, kde pomáhají Asgarďanům uniknout z bitvy mezi Thorem a Helou. Na Thorův rozkaz jde Loki do Odinovy pokladny a umístí korunu Surturu do tam uloženého věčného plamene, což způsobí, že se objeví obrovská forma Surtura a zničí Helu, ale i Asgard.
V roce 2018 se Thor, korunovaný král, rozhodne vzít Asgarďnany na Zemi navzdory obavám Lokiho o to, jak tam bude přijat, ale jsou zachyceni Thanosovou kosmickou lodí. Thanos ovládající kámen moci, přemůže Thora i Hulka, zabije Heimdala a získá kámen prostoru z Teseraktu. V posledním aktu obětavosti Loki předstírá, že přísahá věrnost Thanosovi, jen aby se pokusil o marný útok na něj, po kterém ho Thanos udusí k smrti.

## Alternativní verze

### Loki z 2012
Loki, který získá Tesserakt v alternativním roce 2012 během „Časové loupeže“ unikne z New Yorku a vytvoří novou časovou osu.

#### Time Variance Authority
Po teleportaci díky Tesseraktu je Loki vzat do vazby organizací Time Variance Authority (TVA), zatímco je nová časová osa resetována a zničena. Soudkyně TVA Ravonna Renslayerová ho označí za variantu, která se má "resetovat". Agent Mobius však zasáhne a vezme Lokiho do Time Theatre (česky Divadla času), kde ukáže Lokimu jeho zločiny a zpochybní jeho skutečný motiv k ublížení lidem. Po útěku a poté, co si Loki uvědomí, že mu Kameny nekonečna nemohou pomoci, dojde zpět a podívá se na celý svůj život.
Loki se poté připojí k misi v roce 1985. Po nějakém čase Loki zjistí, že se Variant skrývá vždy poblíž apokalyptických událostí, kde je velká destrukce onoho místa, díky čemuž činy nemohou změnit časovou osu. Loki a Mobius tuto možnost potvrdí návštěvou Pompejí v roce 79 n. l. Na cestě do Alabamy do roku 2050 se setkávají s Variantem, který odmítne Lokiho nabídku spolupracovat, než se odhalí, že to je ženská varianta Lokiho. Ta poté pomocí resetovacích nábojů TVA „zbombarduje“ časovou osu, tím vytvoří nové větve časové osy, aby udržela TVA zaměstnanou a ona mohla utéct.

#### Spojenectví se Sylvie
Po konfrontaci v TVA se Loki teleportuje spolu s Variantem na Lamentis-1, planetu, která má být zničena meteorickým rojem. Oba ale nejsou schopni uniknout kvůli nedostatku energie v Tem-Padu. Souhlasí s tím, že se spojí a Variant se představí Lokimu pod jménem „Sylvie“ a navrhne příměří, aby unikli z planety. Dvojice se vplíží na palubu vlaku směřujícího do Archy, kosmické lodi určené k evakuaci Lamentis-1. Ve vlaku se Loki opije a vzbudí rozruch, díky čemuž ho odhalí stráže. Loki proto vyskočí spolu se Sylvie z okna, ale při dopadu se mu rozbije Tem-Pad, proto se rozhodnou jít k Arše pěšky. Při chůzi se Loki zeptá Sylvie na její magické schopnosti a zjistí, že všichni agenti TVA jsou také jen varianty. S rozbitým Tem-Padem se dvojice probojuje skrz stráže a přes meteorický roj do Archy, ale pouze uvidí, jak je Archa zničena meteorem.
Na Lamentis-1 Sylvie řekne Lokimu, že unikla z TVA, když byla jako dítě zatčena. Loki a Sylvie vytvoří romantické pouto a tím vytvoří novou časovou osu, kterou TVA uvidí. Agenti TVA zatknou oba dva a Lokiho potrestá tím, že ho nechá v časové smyčce. Poté, co se Mobius vysmívá Lokimu za to, že se zamiloval do Sylvie, Loki mu řekne, že každý, kdo pracuje pro TVA, jsou jen stejné varianty, které Mobius vyšetřuje. Když najde Mobius o tomto důkaz, osvobodí Lokiho ze smyčky, ale brzy je konfrontován Renslayerovou a vymazán. Loki a Sylvie jsou odvedeni k Strážcům času (The Timekeepers) v doprovodu Renslayerové a jejích agentů. Hunter B-15 zasáhne a osvobodí Lokiho a Sylvie. Sylvie poté usekne halvu jednomu ze Strážců času, ale ukáže se, že jsou to pouze bezmyšlenkovití androidi. Loki se připravuje říct Sylvie o svých citech k ní, ale Renslayerová nabude vědomí a vymaže ho. Loki se probudí v postapokalyptickém světě, přezdívaném „Void“, s několika dalšími Lokiho variantami, které ho vyzývají, aby se k nim připojil.

#### Void a odhalení Toho Kdo Přetrvává
Loki se od svých dalších variant dozví, že stvoření podobné mraku jménem Alioth hlídá Void a brání komukoli v útěku. Boastful Loki se pokusí zradit druhého Lokiho s jinou Lokiho variantou (který byl zvolen prezidentem na jeho časové ose), což způsobí boj a nutí Lokiho a jeho variantní spojence uprchnout. Po znovusjednocení se Sylvie, navrhne Sylvie plán, jak oslovit Aliotha a očarovat jej, v naději, že je přivede ke skutečnému Strážci času, který stojí za vznikem TVA, zatímco Mobius se teleportuje zpět do TVA. Kid Loki a Aligator Loki uniknou, zatímco Classic Loki vytvoří velkou iluzi Asgardu, aby odvrátil Aliotha. To umožňuje Lokimu a Sylvie úspěšně očarovat Aliotha a přejít za Void.
V Citadele na Konci času (anglicky Citadel at the End of Time) se Loki a Sylvie setkají s Miss Minutes, ale odmítnou její nabídku, vrátit je na časovou osu se vším, po čem touží. Ten Kdo Přetrvává, prozradí Lokimu a Sylvie, že vytvořil TVA po ukončení multiversální války způsobené jeho variantami. Když se časová osa začíná větvit, dává jim na výběr: zabijí ho a ukončí singulární časovou osu, což způsobí další multiversální válku, nebo se stanou jeho nástupci a budou mít dohled nad TVA. Sylvie se rozhodne ho zabít, zatímco Loki ji prosí, aby přestala. Políbí se, ale Sylvie pošle Lokiho zpět do ústředí TVA. V ústředí TVA Loki varuje B-15 a Mobia před variantami Toho Kdo Přetrvává, ale oni ho nepoznají. Loki vidí, že socha v podobě Toho Kdo Přetrvává, nahradila sochy Strážců času a díky tomu mu dojde, že začalo multiversum.

### Sylvie
Ženská verze Lokiho jménem Sylvie Laufeydottir (hraná Sophií Di Martino), označovaná také jako "Variant", byla zatčena organizací TVA už jako dítě, ale podařilo se jí z TVA uniknout a od té doby se skrývá v různých apokalyptických událostech. Je proti TVA a snaží se „osvobodit“ posvátnou časovou osu. K dosažení svých cílů využívá magii. Poté, co zabila několik agentů TVA a ukradla jejich resetovací zařízeení, ji vystopovali a zjistili, že se skrývá v roce 2050 v Alabamě, kde dojde k hurikánu tak velkému, že zničí velkou část státu. Zde ji Loki navrhne plán, ale po odmítnutí jeho nabídky spolupracovat na svržení Strážců času se mu Sylvie odhalí a uteče portálem, ale Loki za ní skočí.
V TVA jsou Sylvie a Loki konfrontováni Renslayerem. Jak Sylvie hrozí, že zabije Lokiho, Loki je pomocí TemPadu teleportuje do roku 2077 na Lamentis-1, planetu na kterou dopadá nespočez asteroidů. Poté, co Sylvie a Loki vytvoří romantické pouto, vytvoří to novou linku, díky čemuž je najde a zatkne TVA. Loki a Sylvie jsou později odvedeni ke Strážcům času v doprovodu Renslayerové. Hunter B-15 zasáhne a osvobodí je. Sylvie poté popraví jednoho z Strážců času, ale zjistí, že to jsou pouze androidi. Renslayer znovu nabude vědomí a vymaže Lokiho, právě když se chystá Sylvie něco říct. Sylvie, rozzuřená zjevnou smrtí svého jediného přítele, požaduje od Renslayerové pravdu o TVA.
Sylvie se od Renslayera dozví, že Loki byl teleportován do Voidu, dimenze na konci času, do které je vyhozeno vše, co TVA smaže. Ve snaze najít Lokiho se Sylvie vymaže a těsně unikne Aliothovi s Mobiovou pomocí. Po znovusjednocení s Lokim navrhuje Sylvie plán, jak oslovit Aliotha a očarovat jej, v naději, že je dovede ke skutečnému stvořiteli TVA. S pomocí dalších variant Lokiho, Lokiho a Sylvie úspěšně očarují tvora a vyjdou z Voidu.
V Citadele na Konci času (anglicky Citadel at the End of Time) Loki a Sylvie odmítnou nabídku od He Who Remains, aby je vrátil na časovou osu se vším, po čem touží a v úmyslu obnovit jejich svobodnou vůli. He Who Remains, prozradí Lokimu a Sylvie, že vytvořil TVA po ukončení multiversální války způsobené jeho variantami. Když se časová osa začíná větvit, nabízí jim příležitost dohlížet na TVA. Sylvie se rozhodne ho zabít v domnění, že lže, zatímco Loki ji prosí, aby přestala. Políbí se, ale Sylvie pošle Lokiho zpět do ústředí TVA, zabije He Who remains, a rozpoutá multiversum.

### Ostatní varianty
- Kid Loki (hraný Jackem Vealem), je Loki, kterého "Nexus Event" bylo zabití Thora
- Boastful Loki (hraný DeObia Oparei)
- Alligator Loki, je aligátoří verze Lokiho
- Classic Loki (hraný Richardem E. Grantem), je Loki, kterému se podařilo vytvořit realistickou kopii sebe samého, když ho měl v plánu Thanos zabít, a díky tomu mohl utéct a žít klidný život na různých planetách, než ho dostihla TVA
- President Loki (hraný Tomem Hiddlestonem), je Loki, kterému se podařilo být prezidentem a poté, co ho TVA smazala a poslala do Voidu se snažil i zde vládnout

## Výskyt

### Filmy
- Thor
- Avengers
- Thor: Temný svět
- Thor: Ragnarok
- Avengers: Infinity War
- Avengers: Endgame

### Seriál
- Loki [12]
- Co kdyby…?